# Балабуха Федір Олексійович
Федір Олексійович Бала́буха (2 березня 1926, Вищетарасівка, Томаківський район, Дніпропетровська область, УРСР, СРСР — 15 червня 1990, Луцьк, УРСР, СРСР) — український радянський театральний актор. Народний артист Української РСР (1976).

## Біографія
Народився 2 березня 1926 року в селі Вищетарасівці (тепер Нікопольський район Дніпропетровської області, Україна) в селянській сім'ї. Брав участь у німецько-радянській війні, воював на Другому Українському фронті. Був важко поранений та демобілізований.
1946 року закінчив студію при Запорізькому українському музично-драматичному театрі імені Миколи Щорса (викладач Володимир Магар). Член ВКП(б) з 1958 року.
Протягом 1944–1947 років працював у Запорізькому, у 1947–1948 роках — Мелітопольському міському, у 1948—1950 роках — Херсонському пересувному, у 1950—1954 роках — Ніжинському, у 1954—1983 роках — Волинському українських музично-драматичних театрах.
Помер в Луцьку 15 червня 1990 року.

## Творчість
Виконав ролі:
- Володимир Ленін («Поміж зливами» Олександра Штейна);
- Василь («Циганка Аза» Михайла Старицького);
- Шельменко («Шельменко-денщик» Григорія Квітки-Основ'яненка);
- Тарас Шевченко («Серце поета» М. Левченка);
- Вітровий («Калиновий Гай» Олександра Корнійчука);
- Незнамов («Без вини винуваті» Олександра Островського);
- Коломійцев («Останні» Максима Горького).

## Відзнаки
- Народний артист УРСР з 1976 року;
- Почесна грамота Президії Верховної Ради УРСР[1];
- Орден Вітчизняної війни ІІ ступеня (6 квітня 1985)[2].